# Kwerps
Kwerps is een plaats in de tot de Vlaams-Brabantse gemeente Kortenberg behorende deelgemeente Erps-Kwerps. Kwerps is vastgegroeid aan Erps.
In het dorp staat de in oorsprong 12e-eeuwse Sint-Pieterskerk. De kerk ligt op 36 meter hoogte. In het noordoosten bevindt zich het natuurgebied Silsombos.

## Nabijgelegen kernen
Erps, Meerbeek, Nederokkerzeel, Beisem.